# My Favorite Mistake
My Favorite Mistake is een nummer van de Amerikaanse zangeres Sheryl Crow uit 1998. Het is de eerste single van haar derde studioalbum The Globe Sessions.
Omdat "My Favorite Mistake" gaat over een flirtende ex-vriend gaat, deden er geruchten de ronde dat het nummer over Crows ex-vriend Eric Clapton zou gaan. Crow heeft echter nooit verteld over wie het nummer gaat. Ze heeft later gezegd dat ze haar relatie met Clapton nooit als een fout heeft gezien, en dat het nummer zeker niet over hem gaat. De twee zijn na de relatie goede vrienden gebleven.
Het nummer werd een bescheiden hit in een aantal landen. In de Amerikaanse Billboard Hot 100 haalde het een bescheiden 20e positie. In Nederland haalde het de 22e positie in de Tipparade. In Vlaanderen heeft het nummer geen hitlijsten behaald.